# Anini
Anini (en hindi: अनिनी ) es una localidad de la India, centro administrativo del distrito del valle del Dibang, estado de Arunachal Pradesh.

## Geografía
Se encuentra a una altitud de 1682 m s. n. m. a 577 km de la capital estatal, Itanagar, en la zona horaria UTC +5:30.

## Demografía
Según estimación 2010 contaba con una población de 2 723 habitantes.